# The Killer Inside Me
The Killer Inside Me es una película de 2010 de la novela de 1952 con el mismo nombre por Jim Thompson. La película está dirigida por Michael Winterbottom y es protagonizada por Casey Affleck, Kate Hudson y Jessica Alba. En su lanzamiento, fue criticada por su representación gráfica de la violencia dirigida hacia las mujeres. La violencia ha influido en la mayoría de los comentarios críticos de la película desde entonces.

## Sinopsis
Un ayudante del sheriff del oeste de Texas poco a poco es desenmascarado como un asesino psicópata. 
La película se desarrolla en Texas, su género es suspenso, sin embargo parece una película de acción.

## Elenco
- Casey Affleck como Lou Ford.[3]
- Kate Hudson como Amy Stanton.[4]
- Jessica Alba como Joyce Lakeland.[5]
- Ned Beatty[6] como Chester Conway.
- Tom Bower como Sheriff Bob Maples.
- Elias Koteas[7] como Joe Rothman.
- Simon Baker como Howard Hendricks.[8]
- Bill Pullman como Billy Boy Walker.
- Brent Briscoe como Bum / El extraño / Visitante.
- Matthew Maher como Diputado Jeff Plummer.
- Liam Aiken como Johnnie Papas.
- Jay R. Ferguson como Elmer Conway.
- Caitlin Turner como Helene.

## Lanzamiento
Se estrenó el 24 de enero de 2010 en el Festival de Cine de Sundance. En enero de 2010, IFC Films salvó los derechos de la película alrededor de $1,5 millones y anunció las plataformas de cine y VOD el 9 de junio de 2010. Es parte del Festival de Cine de Tribeca 2010 y estuvo el 27 de abril de 2010. La película tuvo un lanzamiento limitado comenzando desde el 18 de junio de 2010.